# Michael Lynne
Michael Lynne (* 23. April 1941 in New York City; † 24. März 2019 ebenda) war ein US-amerikanischer Manager in der Filmindustrie und gelegentlicher Filmproduzent.
Er arbeitete seit 1980 beim von Robert Shaye gegründeten Filmproduktionslabel New Line Cinema, bei dem er bis zur Fusion des Unternehmens mit Warner Bros. Pictures im Jahr 2008 beschäftigt blieb.

## Leben
Michael Lynne wurde 1941 im New Yorker Stadtbezirk Brooklyn als Sohn des Rechtsanwaltes Max Lynne und der war Rechtsanwalt und Hausfrau Sylvia (Mark) Lynne geboren. Lynne wuchs in Brooklyn auf. Er studierte bis 1961 Englisch am Brooklyn College und danach bis 1964 an der Law School der Columbia University, wo er Robert Shaye kennenlernte. Nach seinem Studium arbeitete er zunächst als Anwalt für Embassy Pictures und später bei der auf die Unterhaltungsbranche spezialisierten Kanzlei Barovick & Konecky.
1980 engagierte Robert Shaye ihn als Berater für seinen unabhängigen Filmverleih New Line Cinema, mit dem er vor allem ausländische Filme und eher subversive Independent-Produktionen in die Kinos brachte. Lynne stellte das Unternehmen auf eine finanziell solidere Basis. 1984 wurde er Leiter der Rechtsabteilung des Unternehmens. Im gleichen Jahr brachte der Überraschungserfolg Nightmare – Mörderische Träume dem Studio bei Produktionskosten von 1,3 Millionen ein Box Office von 25,5 Mio. US-Dollar ein. Der Film zog in den nächsten Jahren zahlreiche Fortsetzungen nach sich und etablierte damit das Nightmare-Franchise. Lynne wurde später in den Vorstand von New Line Cinema berufen und war 1986 entscheidend am Börsengang des Unternehmens beteiligt. 1990 wurde Lynne zum President und Chief Operating Officer des Unternehmens befördert. Lynne wurde oft als sanftes Gegenstück zum eher schroff auftretenden Shaye beschrieben.
1993 verkaufte Shaye New Line Cinema an Turner Broadcasting System für über 500 Mio. US-Dollar. Nach der Fusion von Turner mit Time Warner im Jahr 1996 wurde New Line Cinema neben Warner Bros. und Warner Independent Pictures zum dritten Filmverleih und -produzent des Konzerns.
1998 drohte Regisseur Peter Jacksons geplante Verfilmung von J. R. R. Tolkiens Fantasy-Werk Der Herr der Ringe beim ursprünglichen Finanzier Miramax daran zu scheitern, dass Miramax-Leiter Harvey Weinstein das Gesamtwerk in einem zweistündigen Film verfilmen wollte. Jackson schlug daraufhin Bob Shaye die Verfilmung des Werks in zwei Teilen vor. Shaye bestand sogar auf drei Teilen, was angesichts der hohen Produktions- und Marketingkosten als enormes Risiko galt. Am 24. August 1998 gab New Line Cinema bekannt, dass das Unternehmen eine Herr-der-Ringe-Trilogie produzieren würde. Lynne fungierte bei allen drei Teilen als Executive Producer. Bis zur Veröffentlichung der Filme gab es zahlreiche Spekulationen, dass New Line Cinema bei einem Flop eventuell seinen Status als eigenständiges Studio verlieren könnte. Die in den Jahren 2001 bis 2003 veröffentlichten Filme waren jedoch sowohl bei Kritikern als auch beim Publikum ein durchschlagender Erfolg. Sie spielten weltweit insgesamt fast 3 Milliarden US-Dollar Box Office ein und setzten inklusive der Heimkino-Auswertung und Merchandise-Verkäuften fast 6 Milliarden US-Dollar um. Die Filme wurden 30-mal für den Oscar nominiert und konnten davon 17 Oscars gewinnen.
2001 wurde Lynne Co-Chief Executive und Co-Chairman des Unternehmens. Nach zahlreichen Flops wie Little Children, Hairspray, Der Goldene Kompass und Semi-Pro wurde New Line Cinema 2008 in Warner Bros. eingegliedert und verlor seine Eigenständigkeit. Michael Lynne und Shaye verließen das Unternehmen. Beide gründeten danach das Produktionsunternehmen Unique Features, das zunächst einen First-Look-Deal mit Warner Bros. einging. Später produzierte das Unternehmen auch für andere Studios und Streaming-Anbieter. So entstanden unter anderem der Film Chroniken der Unterwelt – City of Bones (2013) oder die Fernsehserie Shadowhunters (2016–2019).
Daneben war Lynne auch als Philanthrop, Kunstsammler und Winzer tätig. So erwarb er im Jahr 2000 das Weingut Bedell Cellars auf Long Island.
Michael Lynne starb im März 2019 im Alter von 77 Jahren an einer Krebserkrankung. Er war von 1967 bis zu seinem Tod mit Ninah Plotkin verheiratet. Aus der Ehe gingen zwei Kinder hervor.

## Filmografie (Auswahl)
Executive Producer
- 2001: Der Herr der Ringe: Die Gefährten (The Lord of the Rings: The Fellowship of the Ring)
- 2002: Der Herr der Ringe: Die zwei Türme (The Lord of the Rings: The Two Towers)
- 2003: Der Herr der Ringe: Die Rückkehr des Königs (The Lord of the Rings: The Return of the King)
- 2006: Who the #$&% Is Jackson Pollock? (Dokumentarfilm)
- 2007: Hairspray
- 2007: Der Goldene Kompass (The Golden Compass)
- 2010: A Nightmare on Elm Street
- 2013: Chroniken der Unterwelt – City of Bones (The Mortal Instruments: City of Bones)
- 2016–2019: Shadowhunters (Fernsehserie, 55 Episoden)
- 2018: Haunting on Fraternity Row
- 2020: Der Befreier (The Liberator, Miniserie, 4 Episoden)

Produzent
- 2016: Das Wiegenlied vom Tod (When the Bough Breaks)
- 2019: Ambition

## Auszeichnung
- 2007: BAFTA/LA Britannia Awards – Britannia Award for Lifetime Contributions to International Film, gemeinsam mit Robert Shaye